# Endémisme en Corse

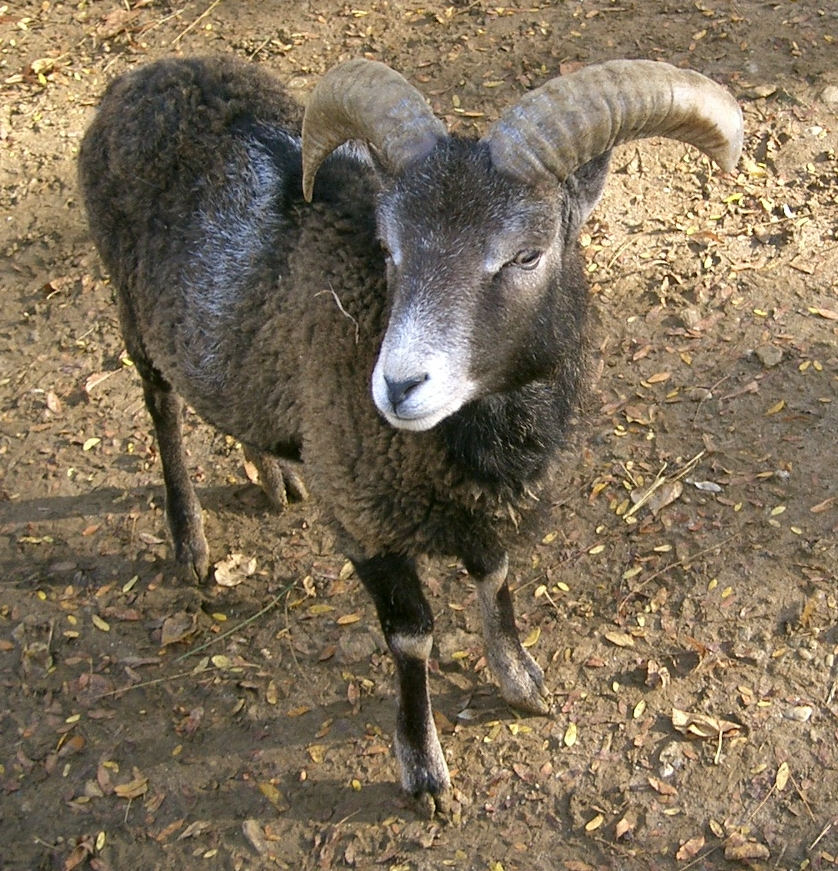
Un mouflon corse, sous-espèce endémique et symbole de la Corse.

Comme la plupart des îles méditerranéennes (Sardaigne, Baléares...), la Corse présente un fort taux d'endémisme. Certains taxons sont propres à l'île (espèces ou sous-espèces endémiques strictes) tandis que d'autres ont une aire de répartition un peu plus vaste s'expliquant par l'histoire géologique récente (par exemple les endémiques dites «cyrno-sardes»).
La préservation d'un grand nombre de ces taxons, certains à forte valeur patrimoniale, passe par la mise en place d'espaces naturels protégés, tels que le Parc naturel régional de Corse ou encore diverses réserves naturelles et de biosphère. Certaines de ces espèces et sous-espèces sont par ailleurs protégées au titre de la loi française et de conventions internationales.
Voici une liste des taxons endémiques de la Corse dont les noms scientifiques sont classés selon l'ordre alphabétique. S'ils sont connus, les noms vernaculaires français et corses (en italique) sont mentionnés. Figurent également entre parenthèses la répartition géographique lorsqu'elle inclut des îles ou régions voisines, ainsi que la période supposée d'extinction pour les taxons récemment disparus.
Cette liste n'est pas exhaustive et demande à être complétée.

## Flore
La flore endémique est estimée à 280 espèces ou sous-espèces (environ 11 % des taxons de l'île), dont 140 existent uniquement en Corse. Ce nombre est toutefois amené à varier au gré des travaux des botanistes, par suite de révisions taxinomiques ou par la découverte de nouvelles espèces. 

### Angiospermes

#### Monocotylédones

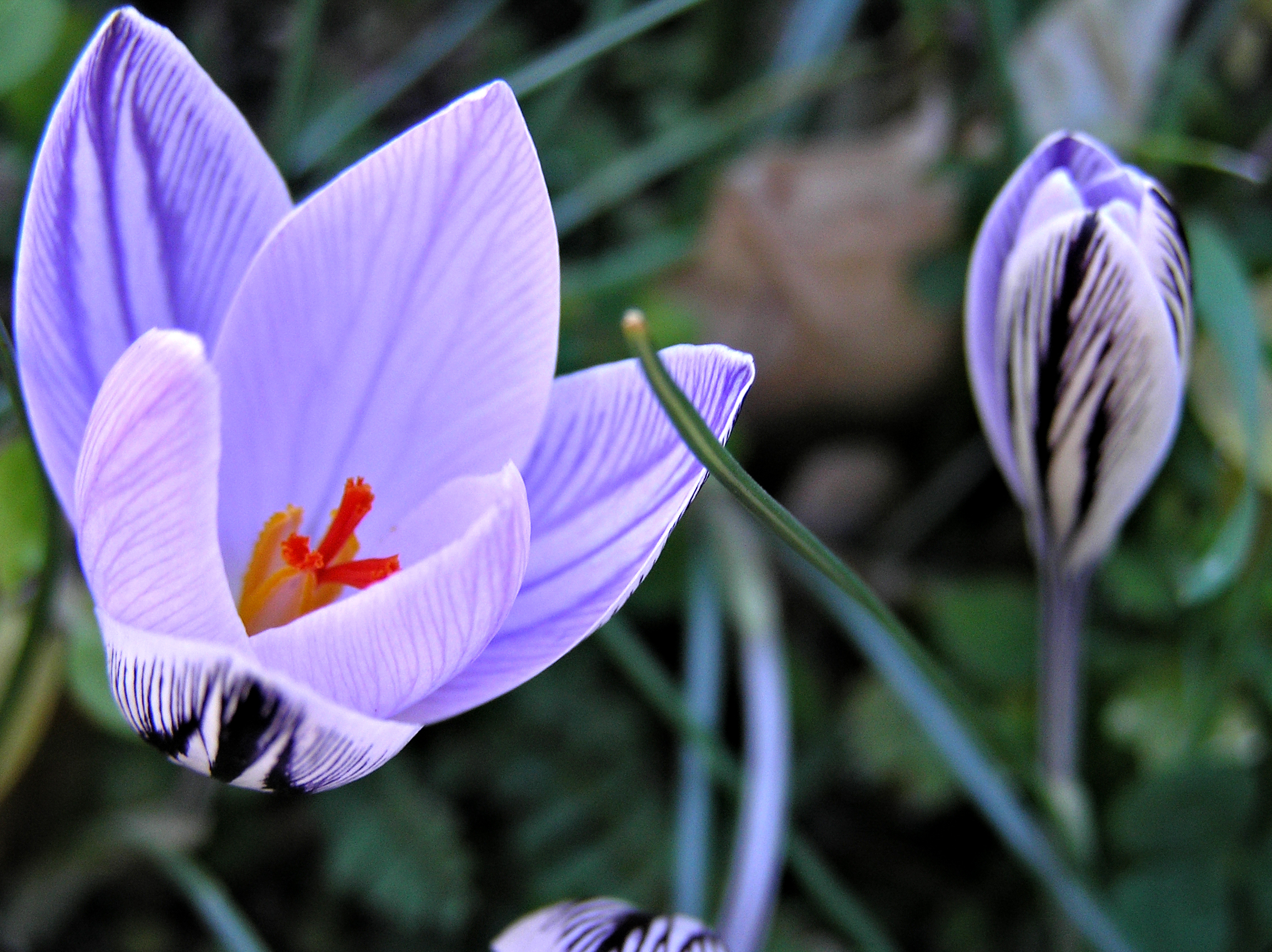
Fleur de Crocus corsicus, le safran corse, photographié à Lavatoggio.

- Acis longifolia - Nivéole à longues feuilles.
- Acis rosea - Nivéole rose (Corse, Sardaigne).
- Allium corsicum - Ail de Corse.
- Allium parciflorum - Ail à fleurs peu nombreuses, purrina (Corse, Sardaigne).
- Arum pictum - Gouet peint (Corse, Sardaigne, Îles Baléares, Montecristo).
- Carex mabilliana - Laîche de Corse.
- Colchicum arenasii - Colchique d'Arenas.
- Colchicum corsicum - Colchique de Corse (Corse, Archipel de La Maddalena).
- Colchicum nanum - Colchique nain.
- Crocus corsicus - Safran corse, crocus de Corse, zafranu corsu (Corse, Sardaigne).
- Crocus minimus - Crocus tout-petit, zafranu minutu (Corse, Sardaigne, Capraia).
- Elytrigia corsica - Élyme corse, chiendent de Corse (Corse, Sardaigne).
- Festuca gamisansii - Fétuque de Gamisans.
- Festuca sardoa - Fétuque sarde (Corse, Sardaigne).
- Helicodiceros muscivorus - Mange-mouche, arecchja di porcu (Corse, Sardaigne, Îles Baléares).
- Juncus requienii - Jonc de Requien.
- Narthecium reverchonii - Narthécium de Reverchon.
- Ophrys peraiolae - Ophrys de Peraiola.
- Ophrys scolopax conradiae - Ophrys de Marcelle Conrad (Corse, Sardaigne).
- Ornithogalum corsicum - Ornithogale sarde (Corse, Sardaigne).
- Pancratium illyricum - Pancrace d'Illyrie, ciuvodda canina (Corse, Sardaigne, Capraia).
- Phalaris rotgesii - Alpiste de Rotgès, paliola.
- Phleum parviceps - Phléole à petit épi, cudulina.
- Prospero corsicum - Scille de Corse (Corse, Sardaigne).
- Romulea corsica - Romulée de Corse.
- Romulea revelieri - Romulée de Revelière (Corse, Sardaigne, Capraia).
- Serapias nurrica - Orchidée de Nurra (Corse, Sardaigne, Minorque).
- Trisetum conradiae - Trisète de Marcelle Conrad.

#### Dicotylédones

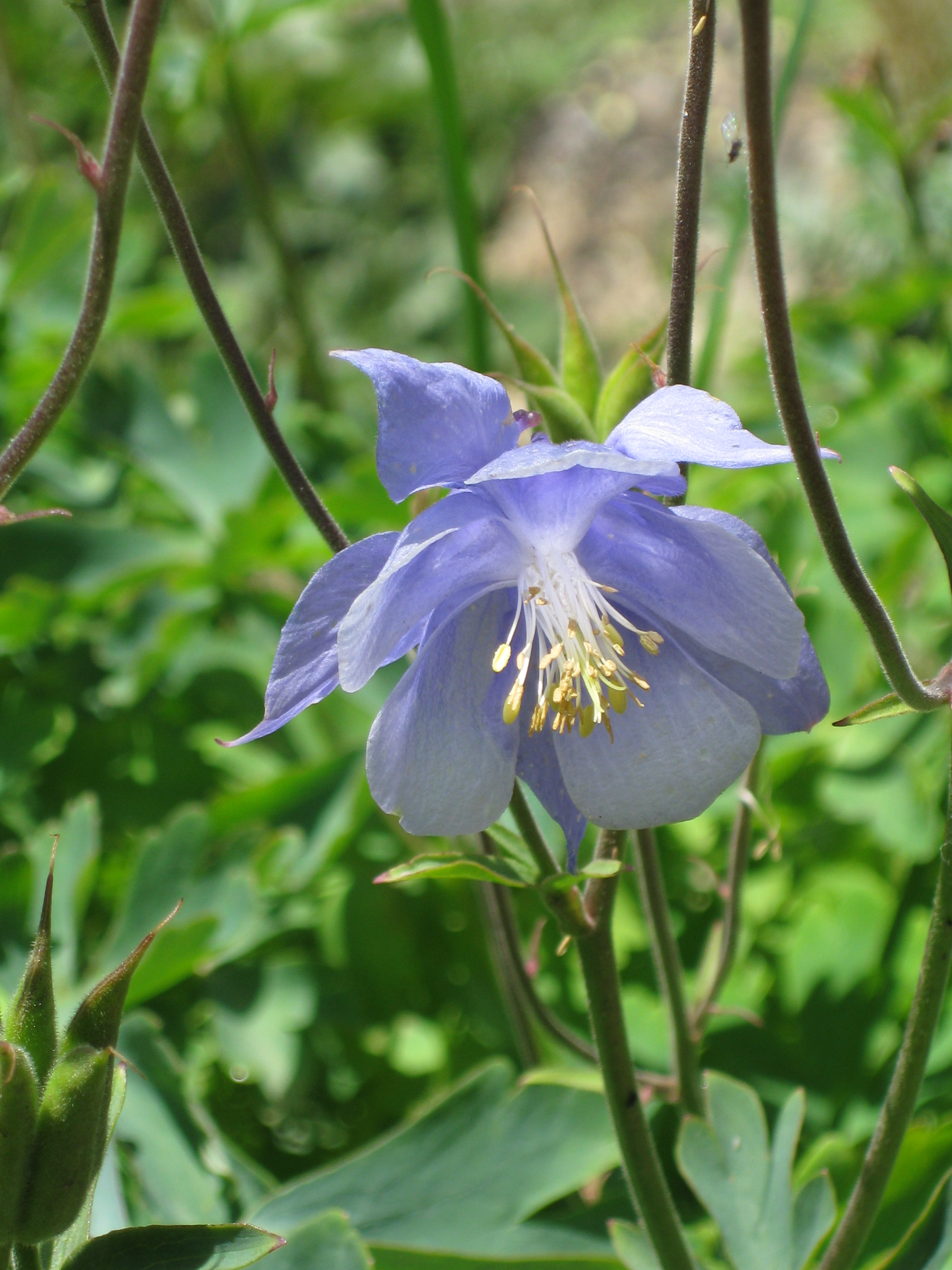
Aquilegia bernardii.

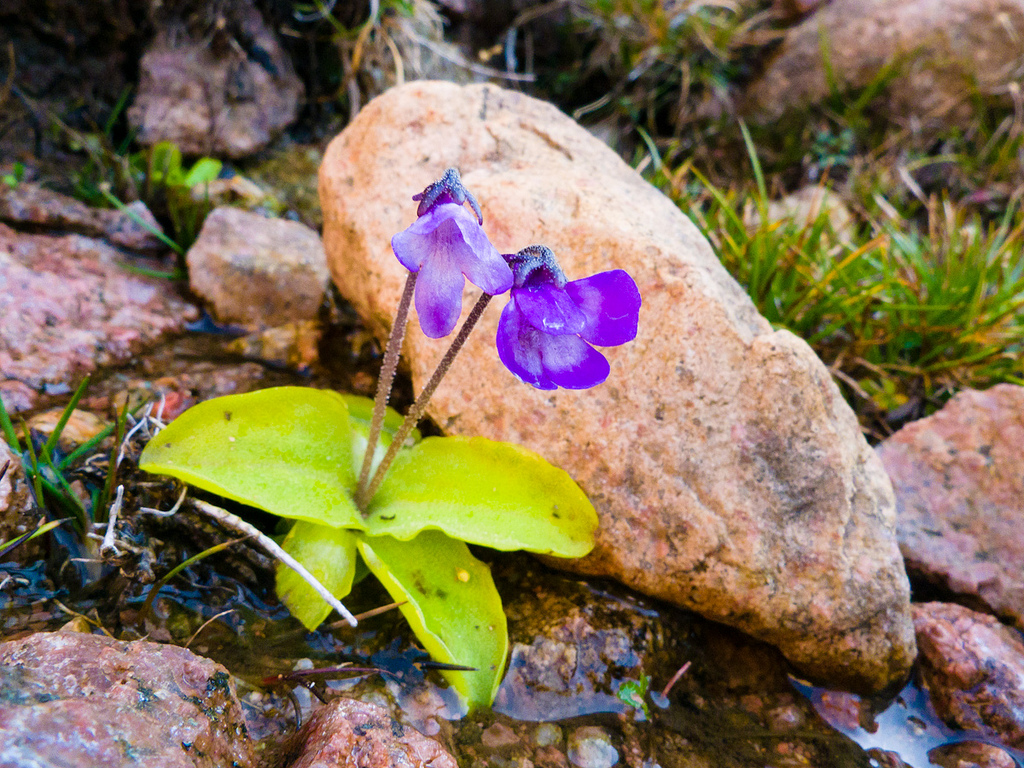
Pinguicula corsica, la grassette de Corse, plante carnivore endémique des zones humides d'altitude.

- Aconitum corsicum - Aconit de Corse, acunitu corsu.
- Adenostyles briquetii - Adénostyle de Briquet.
- Alnus cordata - Aulne cordé, piralzu (Corse, Calabre).
- Alnus viridis subsp. suaveolens - Aulne odorant, bassu.
- Alyssum robertianum - Passerage de Robert.
- Anarrhinum corsicum - Muflier de Corse.
- Aquilegia bernardii - Ancolie de Bernard, amore chjosu.
- Aquilegia litardierei - Ancolie de Litardière.
- Armeria leucocephala - Armérie à têtes blanches, erba muvrella bianca.
- Armeria multiceps - Herbe des mouflons, erba muvrella.
- Armeria soleirolii - Armérie de Soleirol.
- Bellis bernardii - Pâquerette de Bernard, pratéllina di Bernard.
- Bellium nivale - Pâquerette des neiges.
- Biscutella rotgesii - Biscutelle de Rotgès.
- Castroviejoa frigida - Immortelle des frimas, murzella (Corse, Sardaigne).
- Centranthus trinervis - Centranthe à trois nervures.
- Cerastium soleirolii - Céraiste de Soleirol.
- Cerinthe tenuiflora - Mélinet à petites fleurs.
- Clinopodium corsicum - Calament de Corse.
- Cymbalaria hepaticifolia - Cymbalaire à feuilles d'Hépatique (Corse, Sardaigne).
- Dianthus gyspergerae - Œillet corse, œillet de Madame Gysperger, carofanu di e Calanche.
- Digitalis micrantha - Digitale du Sud.
- Doronicum corsicum - Doronic de Corse.
- Draba loiseleuri - Drave de Loiseleur.
- Erigeron paolii - Vergerette de Paoli.
- Erodium corsicum - Bec-de-grue corse, géranium de Corse (Corse, Sardaigne)[8].
- Euphorbia corsica - Euphorbe de Corse.
- Euphorbia pithyusa cupanii - Euphorbe de Cupani (Corse, Sardaigne, Sicile).
- Euphrasia nana - Euphraise naine (Corse, Sardaigne).
- Galium caprarium - Gaillet de Capraia (Corse, Capraia, Île de Gorgone)
- Galium corsicum - Caille-lait de Corse, gaillet corse, caghjalatte corsu (Corse, Sardaigne).
- Genista corsica - Genêt corse, córa (Corse, Sardaigne).
- Helicodiceros muscivorus - Arum mange-mouches (Corse, Sardaigne, Îles ouest-méditerranéennes).
- Helleborus argutifolius - Hellébore de Corse, nócca (Corse, Sardaigne).
- Hieracium marsillyanum - Épervière de Marsilly.
- Hieracium petrosae - Épervière insulaire.
- Hieracium pulviscapum - Épervière du Fornello.
- Hieracium rotgesianum - Épervière de Rotgès.
- Hieracium runcinatolobatum - Épervière du Fium'Alto.
- Hieracium scariolifolium - Épervière à feuilles de scariole.
- Hieracium vizzavonae - Épervière de Vizzavona.
- Hippocrepis conradiae - Hippocrépis du Monte Cinto.
- Hypericum corsicum - Millepertuis de Corse.
- Leucanthemopsis alpina tomentosa - Marguerite laineuse, margarita minuta.
- Leucanthemum corsicum - Marguerite de Corse, margarita corsa.
- Ligusticum corsicum - Ligustique de Corse.
- Limonium articulatum - Saladelle articulée (Corse, Sardaigne).
- Limonium bonifaciense - Saladelle de Bonifacio.
- Limonium calanchicola - Saladelle des Calanques.
- Limonium corsicum - Saladelle de Corse.
- Limonium florentinum - Saladelle de Saint-Florent.
- Limonium greuteri - Saladelle de Greuter.
- Limonium lambinonii - Saladelle de Lambinon.
- Limonium obtusifolium - Saladelle à feuilles obtuses.
- Limonium patrimonienses - Saladelle de Patrimonio.
- Limonium portovecchiense - Saladelle de Porto-Vecchio.
- Limonium strictissimum - Saladelle raide (Corse, Sardaigne).
- Limonium tarcoense - Saladelle de Tarco.
- Mentha requienii - Menthe corse (Corse, Sardaigne, Montecristo).
- Mercurialis corsica - Mercuriale de Corse (Corse, Sardaigne).
- Morisia monanthos - Morisie enfouissante (Corse, Sardaigne).
- Myosotis corsicana corsicana - Myosotis de Corse.
- Naufraga balearica - Naufragée des Baléares (Baléares, Corse).
- Nepeta agrestis - Népéta de Corse.
- Odontites corsicus - Odontitès de Corse.
- Orobanche cyrnea - Orobanche corse.
- Paeonia corsica - Pivoine corse, pavonu corsu.
- Paeonia morisii - Pivoine de Moris, pavonu (Corse, Sardaigne).
- Pastinaca kochii - Panais à larges feuilles, pastinaccia.
- Peucedanum paniculatum - Peucédan en panicule, finochja.
- Phyteuma serratum - Raiponce à feuilles dentées en scie.
- Pilosella soleiroliana' - Piloselle de Soleirol.
- Pinguicula corsica - Grassette de Corse.
- Polygala nicaeensis corsica - Polygala corse.
- Pulsatilla alpina cyrnea - Pulsatille de Corse.
- Ranunculus clethrophilus - Renoncule de l'ombre.
- Ranunculus marschlinsii - Renoncule de Marschlins.
- Ranunculus sylviae - Renoncule de Sylvie.
- Ruta corsica - Rue corse, ruta corsa (Corse, Sardaigne).
- Sagina pilifera - Sagine poilue, bàssula (Corse, Sardaigne).
- Scabiosa corsica - Scabieuse de Corse.
- Scrophularia trifoliata - Scrophulaire à trois folioles, succhjamele (Corse, Sardaigne, Île de Gorgone, Montecristo).
- Senecio rosinae - Séneçon de Rosine.
- Senecio serpentinicola - Séneçon serpentinicole.
- Seseli djianae - Séséli de Djiane.
- Silene requienii - Silène de Requien.
- Tanacetum audiberti - Tanaisie d'Audibert, tanasia corsa (Corse, Sardaigne).
- Taraxacum aemulans - Pissenlit semblable.
- Taraxacum atrolivaceum - Pissenlit olivâtre.
- Taraxacum castaneum - Pissenlit châtain.
- Taraxacum cognoscibile - Pissenlit reconnaissable.
- Taraxacum cucullatiforme - Pissenlit de Corse.
- Taraxacum litardierei - Pissenlit de Litardière, radichju di Litardière.
- Taraxacum pomposum - Pissenlit somptueux.
- Taraxacum purpureocornutum - Pissenlit à callosités pourpres.
- Taraxacum renosense - Pissenlit du Monte Renoso, radichju di Monte Rinosu.
- Taraxacum rubricatum - Pissenlit rougi.
- Thesium corsalpinum - Thésium des montagnes corses.
- Thesium kyrnosum - Thésium de Corse.
- Thymelaea tartonraira thomasii - Passerine de Thomas.
- Verbascum conocarpum - Molène à fruits coniques (Corse, Sardaigne).
- Viola corsica corsica - Violette corse, viola corsa.

## Faune

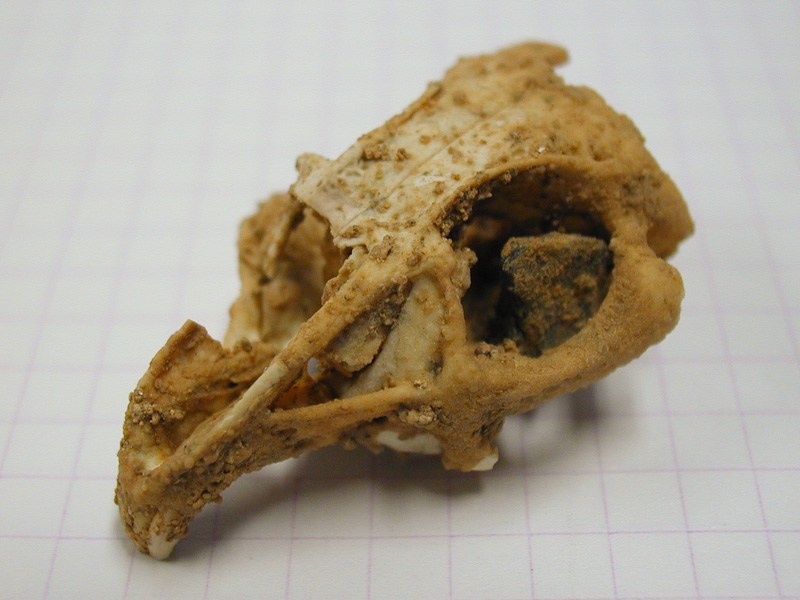
Fossile du crâne d'un Prolagus sardus, lagomorphe corso-sarde éteint au début de l'époque historique

De nombreuses espèces animales endémiques se sont éteintes ou raréfiées peu après la colonisation de l'île par l'homme du fait de la chasse, de l'introduction (volontaire ou non) d'espèces concurrentes, ou encore de la modification des milieux naturels par les pratiques agricoles. D'autres se sont maintenues jusqu'à nos jours.

### Annélides (vers de terre)
Les Scherotheca (Corsicadrilus) :
- Scherotheca albomaculata
- Scherotheca corsicana
  - Scherotheca corsicana corsicana
  - Scherotheca corsicana magna
  - Scherotheca corsicana popi
- Scherotheca omodeoi
- Scherotheca portonana

### Mollusques
- Cochlodina meisneriana
- Cyrnotheba corsica

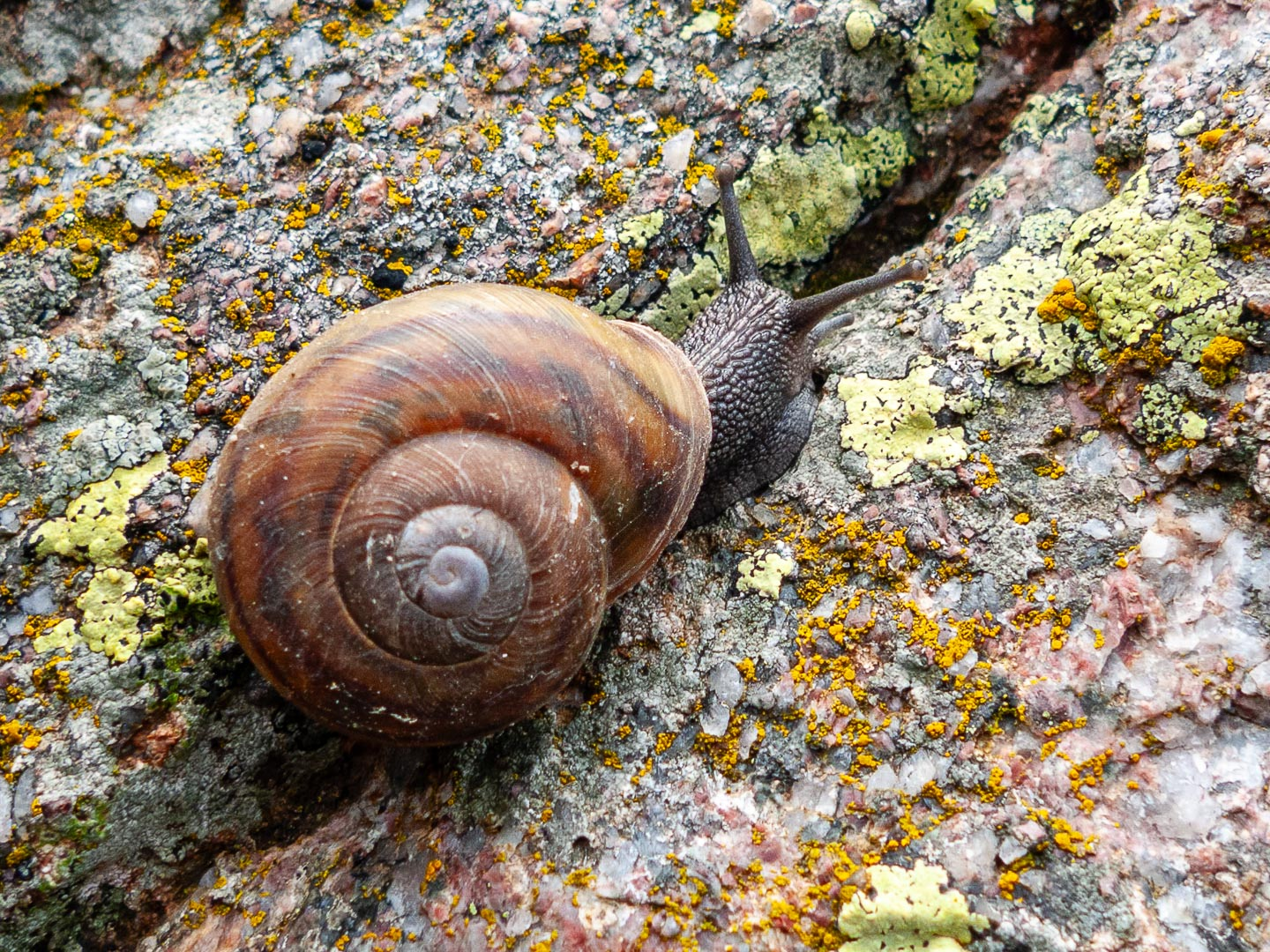
L'Escargot de Raspail

- Hypnophila remyi - Brillante corse.
- Oxychilus adjaciensis
- Oxychilus tropidophorus
- Solatopupa guidoni (Corse, Sardaigne, Elbe)
- Tacheocampylaea cyrniaca
- Tacheocampylaea raspailii - Escargot de Raspail.
- Tyrrhenaria ceratina - Escargot de Corse.

### Lépidoptères
- Spialia therapne - Hespérie tyrrhénienne (Corse, Sardaigne).
- Papilio hospiton - Porte-queue de Corse (Corse, Sardaigne).
- Euchloe insularis - Marbré tyrrhénien (Corse, Sardaigne).
- Lysandra coridon nufrellensis - Bleu-nacré de Corse.
- Plebejus argus corsicus - Azuré de l'ajonc - sous-espèce corse.
- Plebejus bellieri - Azuré tyrrhénien (Corse, Sardaigne).
- Fabriciana elisa - Nacré tyrrhénien (Corse, Sardaigne).
- Aglais ichnusa - Petite tortue de Corse (Corse, Sardaigne).
- Lasiommata paramegaera - Mégère corse (Corse, Sardaigne, Caprera, Capraia, Montecristo).
- Coenonympha corinna - Fadet tyrrhénien (Corse, Sardaigne, Capraia).
- Hipparchia aristaeus aristaeus - Agreste flamboyant (Corse, Sardaigne, Elbe, Giglio, Capraia).
- Hipparchia neomiris - Mercure tyrrhénien (Corse, Sardaigne, Elbe, Capraia).

### Orthoptères
- Antaxius bouvieri - Antaxie corse.
- Dolichopoda bormansi - Dolichopode d'Évisa.
- Dolichopoda cyrnensis - Dolichopode de Venaco.
- Steropleurus chopardi - Éphippigère corse.

### Arachnides
- Cteniza sauvagesi - Mygale noire de Corse (Corse, Sardaigne).

### Poissons
- Salmo trutta macrostigma - Truite macrostigma.

### Amphibiens

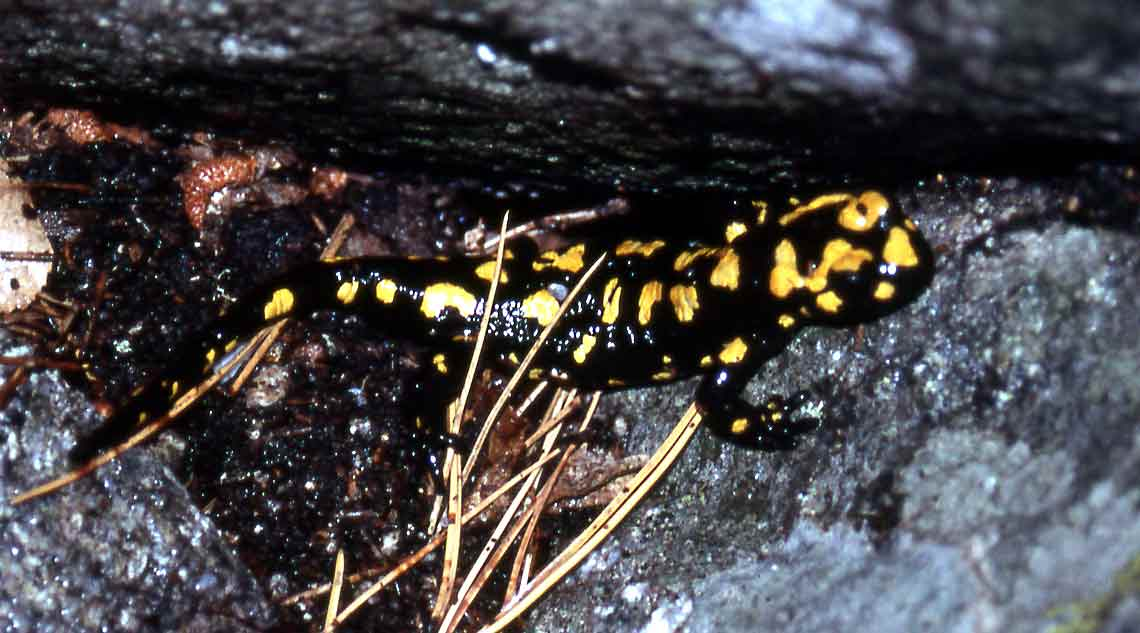
Salamandre de Corse

- Discoglossus montalentii - Discoglosse corse.
- Discoglossus sardus - Discoglosse sarde (Corse, Sardaigne, Îlots ouest-méditerranéens).
- Euproctus montanus - Euprocte corse.
- Salamandra corsica - Salamandre de Corse.

### Reptiles
- Archaeolacerta bedriagae - Lézard de Bédriaga (Corse, Sardaigne).
- Algyroides fitzingeri - Algyroïde de Fitzinger (Corse, Sardaigne).
- Natrix helvetica corsa - Couleuvre à collier corse.
- Euleptes europaea - Phyllodactyle d'Europe (Corse, Sardaigne, Ilôts ouest méditerranéens).

### Oiseaux

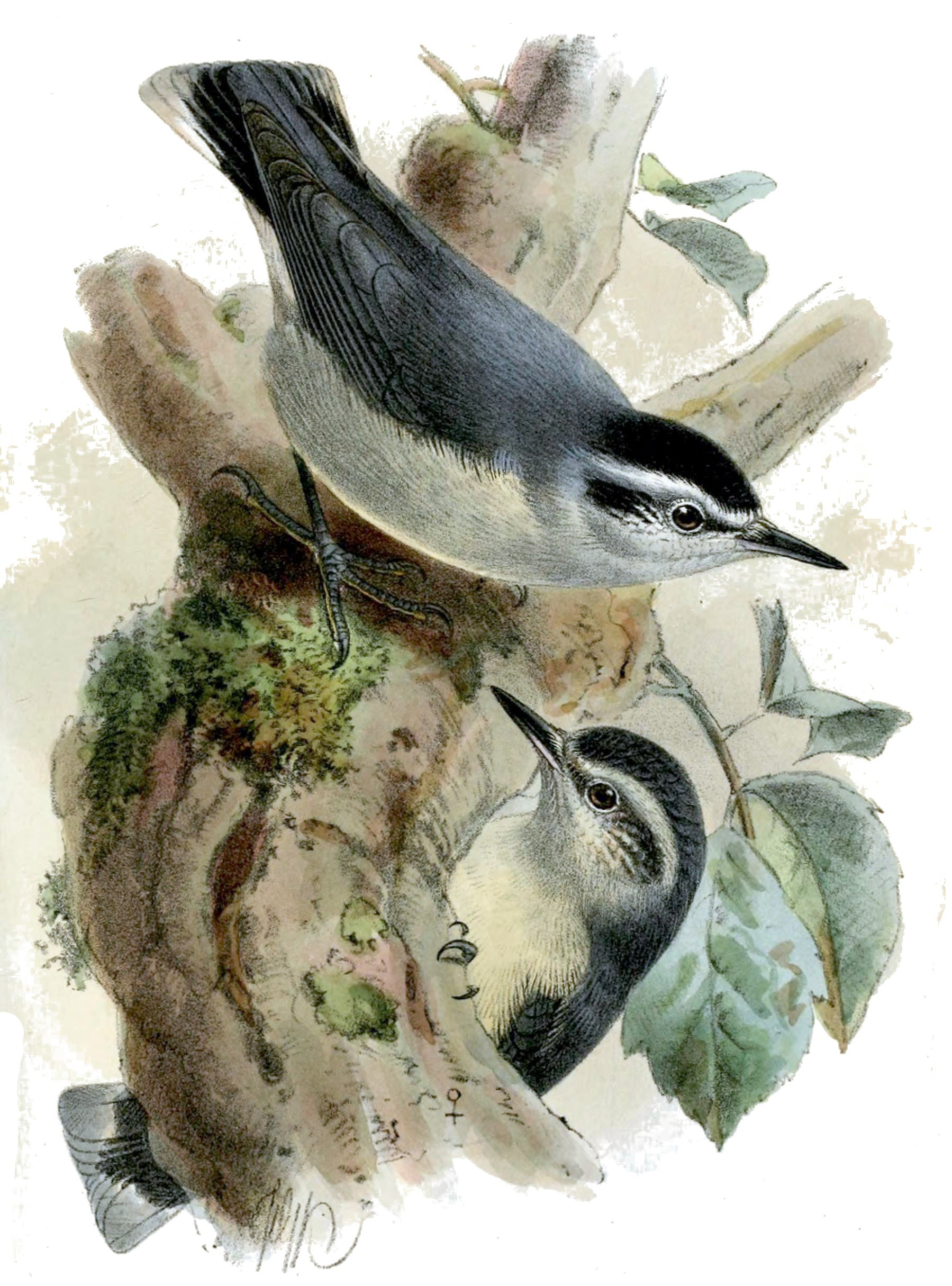
Sittelle corse, illustration par J. G. Keulemans (1884)

- †Bubo insularis - Hibou nain corso-sarde (éteint au Pléistocène).
- Sitta whiteheadi - Sittelle corse.

### Mammifères
- Cervus elaphus corsicanus - Cerf élaphe de Corse, u cervu.
- †Megaloceros cazioti - Cerf de Caziot (Corse, Sardaigne ; éteint au début de l'Holocène[10]).
- †Asoriculus corsicanus - Musaraigne géante (éteinte au Moyen Âge).
- †Talpa tyrrhenica - Taupe tyrrhénienne (Corse, Sardaigne ; éteinte au Pléistocène[11]).
- Mustela nivalis boccamela - Belette corse, a bellula.
- †Cynotherium sardous - Dhole de Sardaigne (Corse, Sardaigne ; éteint à la fin du Pléistocène).
- Ovis gmelini musimon - Mouflon corse.
- †Prolagus sardus - Pika corso-sarde (Corse, Sardaigne ; éteint à l'époque romaine).
- †Tyrrhenicola henseli - Campagnol corso-sarde (Corse, Sardaigne ; éteint au Moyen Âge).
- †Rhagamys orthodon - Mulot corso-sarde de Hensel (Corse, Sardaigne ; éteint à l'époque romaine).

## Informations complémentaires
- Géographie de la Corse.
- Liste d'espèces endémiques de France